# Слуги диявола
«Слуги диявола» (латис. Vella kalpi) — литовський радянський музичний історико-пригодницький фільм за мотивами романів Рутку Тева, знятий на Ризькій кіностудії у 1970 році.
Фільм посів 8-е місце в кінопрокаті СРСР 1972 року — 33,6 млн глядачів.

## Сюжет
Латвія, XVII століття, часи польсько-шведської війни. Троє відважних городян захищають Ригу, обложену шведською армією під командуванням генерала Свенсона, і вступають в конфлікт з «батьками міста», які таємно збираються здати його супротивнику.

## У ролях
- Харальд Рітенбергс — Андріс  (озвуч. Олександр Ліпов)
- Артур Екіс — Петеріс  (озвуч. Володимир Костін)
- Едуардс Павулс — Ерманіс  (озвуч. Володимир Карпенко)
- Лоліта Цаука — Рута  (озвуч. Галина Чигинська)
- Олга Дреге — Анна  (озвуч. Жанна Сухопольська)
- Байба Індріксоне — Лене (озвуч. Любов Тищенко)
- Карліс Себріс — Самсон  (озвуч. Ігор Єфімов)
- Ельза Радзиня — Гертруда  (озвуч. Валентина Пугачова)
- Зігріда Стунгуре — Елізабет  (озвуч. Лілія Архіпова)
- Евалдс Валтерс — Екс
- Інгріда Андріня — Цецилія
- Яніс Грантіньш — Ребусс
- Яніс Осіс — Мантейфель
- Валентінс Скулме — генерал Свенсен
- Волдемар Акуратерс — Розенкранц
- Едгар Зіле — Салдерн
- Егонс Бесеріс — капітан Хорн
- Харій Авенс — кат

## Знімальна група
- Сценарій — Яніс Анерауд, Олександр Лейманіс
- Режисер-постановник — Олександр Лейманіс
- Головний оператор — Мартіньш Клейн
- Головний художник — Лаймдоніс Грасманіс
- Композитор — Раймонд Паулс
- Звукооператор — Гліб Коротєєв